# Rastreio por satélite
O rastreio por satélite é uma técnica usada no estudo do comportamento (especialmente migrações) de espécies animais. Para isso, colocam-se radiotransmissores equipados com GPS junto ao corpo do animal. Os sistemas de rastreio de satélite podem ainda ter uso civil, como no estudo de fenómenos meteorológicos, colocando os radiotransmissores, por exemplo, em balões, para estudo da circulação de massas de ar, bem como uso militar.